# Партия исламского единства афганского народа
Партия исламского единства афганского народа (перс. حزب وحدت اسلامی مردم افغانستان‎) — умеренная исламская политическая партия, шиитского толка, основанная в 2004 году Мухаммедом Мохакиком. Входила в число парламентских партий республики Афганистан.

## Описание
Партия создана в 2004 году, в результате раскола «Исламской партии единства» бывшим Министром планирования Афганистана Мухаммедом Мохакиком, который в этом же году на президентских выборах (2004) баллотировался кандидатом в Президенты Афганистана получив 11,7 %. Партия представляет интересы хазарейцев.
В 2009 году партия выступила против принятого «Закона о личном статусе шиитов», который позволил мужчинам отказаться от содержания своей жены, если она откажется заниматься с ним сексом. В этом же году на президентских выборах (2009) партия входила в избирательную группу кандидата Абдуллы.